# Antiquorum habet

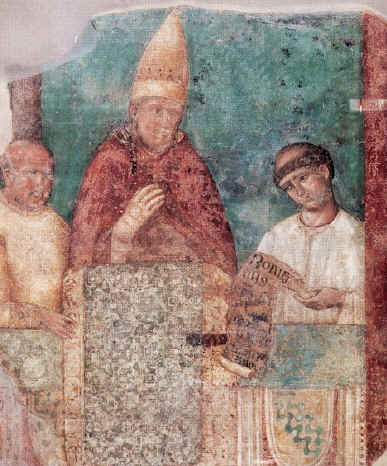
Afkondiging van Antiquorum habet door Bonifatius VIII

Antiquorum habet was een bul, uitgevaardigd door paus Bonifatius VIII op 22 februari 1300, waarmee hij de eerste viering van een Heilig Jaar afkondigde. De titel van het document is ontleend aan de eerste twee woorden van de Latijnse tekst van de bul –in vertaling -:
De betrouwbare overlevering van onze voorvaderen bevestigt, dat aan hen, die in deze stad de eerbiedwaardige basiliek van de prins der apostelen bezoeken, in grote mate kwijtschelding en vergeving van de zonden werd verleend.
Met het uitroepen van het Heilig Jaar, dat vanaf die periode iedere eeuwwisseling moest plaatsvinden, wilde Bonifatius VIII aansluiten bij de traditie en alle pelgrims die tijdens een Heilig Jaar de basilieken gewijd aan de apostelen Petrus en Paulus - de Sint-Pieter en Sint-Paulus buiten de Muren- bezochten een volledige aflaat verlenen. Hiermee werden van gelovigen die oprecht berouw toonden hun zonden vergeven.
Eenieder die zou twijfelen aan de betekenis van de bul moest, in de woorden van de paus, rekenen op de verontwaardiging van God zelf alsook die van de apostelen Petrus en Paulus.

## Aanvulling

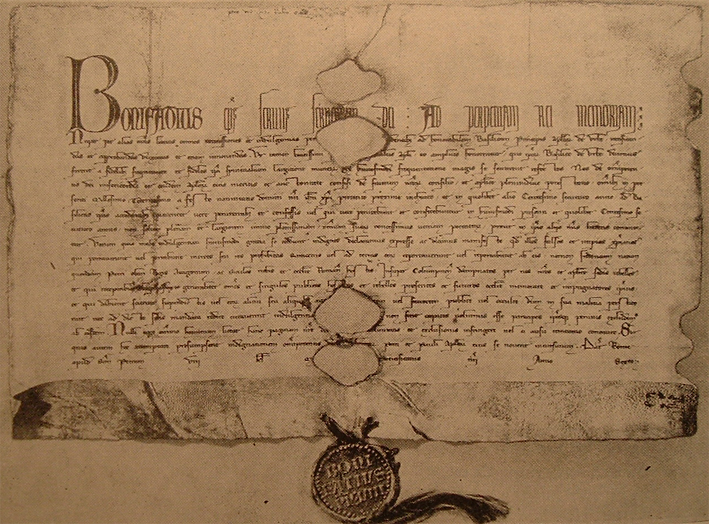
De bul Nuper per alias

Om in aanmerking te komen voor een volledige aflaat moesten pelgrims een minimaal aantal bezoeken gedurende het jaar 1300 brengen aan de in de bul genoemde basilieken: voor Romeinen werd het aantal vastgelegd op dertig, voor alle andere gelovigen op 15 bezoeken. Hierbij mochten bezoeken die vanaf de kerstperiode 1299 waren gemaakt worden meegeteld.
In een aanvullende bul van 1 maart 1300, Nuper per alias, werden door Bonifatius personen uitgesloten die door de paus beschouwd werden als vijanden van de kerk. Hiertoe behoorden de geëxcommuniceerde koning Frederik II van Sicilië en de onder interdict geplaatste bevolking van Sicilië, leden van de Colonna-familie alsook personen die handel dreven met de Saracenen.

## Context
Het eerste Heilig Jaar vond plaats in een periode waarin de positie van de kerk zwaar onder druk stond, en de suprematie van de paus door wereldlijke leiders betwist werd. Gedurende zijn pontificaat (1294-1303) ondervond Bonifatius VIII veel weerstand, vooral van de Franse koning Filips IV. Binnen Rome was het de Colonna-familie, onder aanvoering van twee kardinalen uit hun midden, die de legitimiteit van het pontificaat van Bonifatius VIII betwistte, voortkomend uit onder meer afgunst van de toenemende invloed van de Gaetani familie, de familie van de paus.
Critici menen, dat met het uitroepen van het Heilig Jaar waarmee de (spirituele) suprematie van de paus werd aangetoond, ook een andere meer profane overweging meespeelde: de uitputting van de schatkist van de Kerkelijke Staat. De vele conflicten, die met inzet van buitenlandse legers en huurlingen werden bestreden, in samenhang met de verminderde belastingen die door buitenlandse kerken –met name Frankrijk werden afgestaan aan Rome zouden Bonifatius aangezet hebben inkomsten via de pelgrims te genereren.

## Beschrijvingen
De festiviteiten rondom het Heilig Jaar werden door verschillende tijdgenoten van Bonifatius VIII vastgelegd. Daartoe behoorde ook Dante Alighieri, die in 1300 in Rome verbleef. De schrijver maakte melding van de grote aantallen pelgrims die de stad bezochten en de wijze waarop Rome de infrastructuur had aangepast om de grote toeloop te kunnen verwerken.

## Bijzonderheden
Door paus Clemens VI (1342-1352) werd het houden van een Heilig Jaar teruggebracht tot eens in de 50 jaar. Na veranderingen door de pausen Urbanus VI (eens in de 33 jaar) en Nicolaas V (weer eens in de 50 jaar), werd de cyclus voor de viering van een Heilig Jaar definitief door paus Paulus II vastgesteld op 25 jaar, verwoord in de bul Ineffabilis providentia. Naast deze vaste jaren werden in de loop der tijd ook bijzondere Heilige Jaren afgekondigd, onder meer in 1933 (1900 jaar na het overlijden van Jezus Christus).
De Latijnse tekst van de bul Antiquorum habet werd ter herinnering vastgelegd op een marmeren plaquette, die zich momenteel bevindt in het atrium van de Sint-Pietersbasiliek naast de Heilige Deur.